# Alejandro Castillo
Alejandro Rosales Castillo (Arizona, 26 de novembro de 1998) é um fugitivo norte-americano, que foi incluído na lista dos dez foragidos mais procurados pelo FBI em 24 de outubro de 2017. Castillo é procurado pelo assassinato de Truc Quan "Sandy" Ly Le, ocorrido na Carolina do Norte, nos Estados Unidos. Sendo o 516º criminoso inserido na lista dos maiores foragidos, o FBI oferece uma recompensa de até US$ 100 000 para quem tiver informações sobre o seu paradeiro.